# Shooting Helicopters
Shooting Helicopters è un singolo del DJ italiano Benny Benassi, pubblicato il 25 agosto 2014 dalla Ultra Music.
Il brano ha visto la partecipazione vocale di Serj Tankian, frontman del gruppo musicale alternative metal statunitense System of a Down.

## Antefatti
L'idea per Shooting Helicopters è partita nel 2013, nonostante Benassi non si è sentito sicuro del fatto che Tankian avesse potuto accettare l'idea di entrare nella scena EDM. Tuttavia, dopo essersi incontrati a Los Angeles nello stesso anno, i due hanno subito trovato un'intesa, lavorando insieme alla realizzazione del brano per sei mesi. Riguardo al coinvolgimento di Tankian nel brano, Benassi ha commentato:

## Pubblicazione
La versione radiofonica del brano è stata resa disponibile per l'ascolto il 21 agosto 2014 attraverso il sito di Idolator. Successivamente, il brano è stato pubblicato per il download digitale il 26 agosto negli Stati Uniti, in Giappone e in Australia, paese nel quale è stata resa disponibile anche la versione estesa del brano.
La sola versione estesa del brano è stata pubblicata per il download digitale su Beatport il 9 settembre, mentre dieci giorni più tardi il singolo è stato pubblicato in Italia in entrambe le versioni. Il 7 novembre la versione radiofonica è stata pubblicata anche in Germania.

## Tracce
Download digitale (Francia, Germania, Giappone, Stati Uniti)
1. Shooting Helicopters (feat. Serj Tankian) (Radio Edit) – 3:30

Download digitale (Australia, Italia)
1. Shooting Helicopters (feat. Serj Tankian) (Radio Edit) – 3:30
2. Shooting Helicopters (feat. Serj Tankian) (Extended Version) – 6:09

Download digitale – remix
1. Shooting Helicopters (feat. Serj Tankian) (Sapele Remix) – 3:58

## Date di pubblicazione
| Paese       | Data di pubblicazione | Formato           |
| ----------- | --------------------- | ----------------- |
| Francia     | 25 agosto 2014        | Download digitale |
| Australia   | 26 agosto 2014        | Download digitale |
| Giappone    | 26 agosto 2014        | Download digitale |
| Stati Uniti | 26 agosto 2014        | Download digitale |
| Mondo       | 9 settembre 2014      | Download digitale |
| Italia      | 19 settembre 2014     | Download digitale |
| Germania    | 7 novembre 2014       | Download digitale |